# BDSM en el cine
A lo largo de su historia, el cine siempre ha tratado de reflejar los aspectos más extremos de la sexualidad humana, bien con ánimo moralizante, bien como escueto testimonio. También ha reflejado, por tanto, la práctica del BDSM (acrónimo de bondage-disciplina-dominación-sumisión-sadismo-masoquismo).

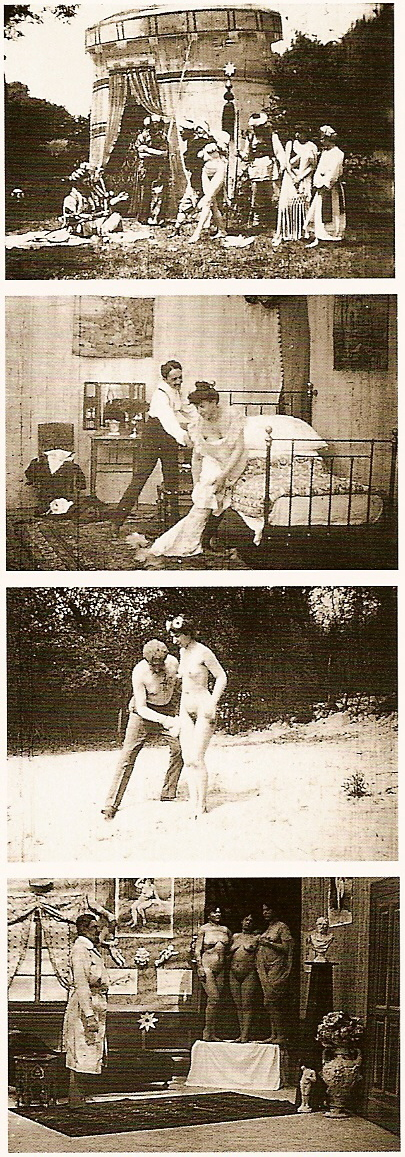
Imágenes de Mercado de esclavas y otras (1908), de Johann Schwarzer.

## Generalidades
El BDSM es un concepto que abarca el SM o sadomasoquismo, la DS o relaciones de dominación erótica, el fetichismo sexual, la disciplina inglesa o flagelación erótica y el bondage. Como tal, se ha visto reflejado en la filmografía de dos formas bien distintas, tanto en el orden cronológico como en el contextual:
- Reproduciendo exclusivamente algunos de los conceptos o prácticas englobadas en el acrónimo BDSM. Muy especialmente el sadomasoquismo, pero también la Flagelación. Históricamente, esta forma de relatar sobre el BDSM comienza ya en los albores del Cine, a partir de 1920, y llega hasta principios de los años 90. Un buen ejemplo de ese periodo y de esa forma de escenificar, son películas como Martha, Sufrimiento y Dolor, del director alemán Rainer Werner Fassbinder (1974) o Belle de jour, dirigida por Luis Buñuel (1967).

- Desde los años 90, con la difusión del concepto BDSM como elemento integrador de la cultura del sexo no convencional, aparecen películas que relatan escenarios generalizadores y de síntesis, empleando una visión del BDSM como filosofía de vida, como modelo de actuación personal que trasciende lo meramente sexual. Un ejemplo de esta filmografía lo encontramos en 24/7 - The Passion of Life, dirigida por Roland Reber en 2005.

## Criterios de selección
A continuación figura una breve reseña del centenar de títulos que pueden considerarse parte de la filmografía esencial del BDSM, con director, actores, argumento y fechas de estreno. Los criterios de selección han sido flexiblemente utilizados, pero permanecen claros a fin de evitar la inclusión de películas que meramente participan de cierta estética superficial o usan de alguna escena tópica:
- películas que traten de forma fundamental o exclusiva el tema del BDSM o algunos de sus aspectos parciales;
- obras que, sin dedicarse centralmente a la temática, contengan un importante número de escenas de la misma;
- películas que, aun exhibiendo un escaso bagaje en escenas temáticas, se incluyen por razones de su pertinencia histórica, cultural o sociopolítica.

Criterios adicionales de selección son por una parte el metraje de las películas (debe superar los 55 minutos de duración), lo que hace que por ejemplo los capítulos de CSI y de El Comisario, que reflejan la temática BDSM, no figuren en esta relación. Por otra, que deben haber sido exhibidas necesariamente en los circuitos comerciales o en televisiones generalistas. Quedan al margen, pues, las películas tipo "X".
En esta selección no figuran algunas de las películas que suelen encontrarse en muchas referencias de la literatura del género, como El último tango en París, Emanuelle, Basic Instinct, Eyes Wide Shut, La Naranja Mecánica o Personal Services, por no creerlas ajustadas a los criterios de selección enumerados. Igualmente, no se incluyen algunas de las películas con contenidos fetichistas muy propias de ciertos listados, por estimar que, de incluir cualquier referencia al fetichismo sexual (no ya al social, religioso, político o artístico), se haría necesario incluir decenas de miles de películas. Por ejemplo, toda la filmografía de Luis Buñuel, todas las conversiones cinematográficas de algunos clásicos españoles, como Ramón Gómez de la Serna, Emilia Pardo Bazán, Ramón María del Valle-Inclan, todas las películas de Federico Fellini, Fassbinder, Stanley Kubrick, Carlos Saura, Ingmar Bergman, etc. Por eso no parece ni oportuno, ni necesario, ni válido el incluir películas como El graduado, por más que la escena de los pies femeninos observados con adoración desde el quicio de la puerta, sea sustantiva de ser considerada como fetichista. Sí incluimos, en cambio, aquellas que, por su contenido esencial y definitivamente fetichista en sus aspectos sexuales, puedan aportar algo a esta filmografía, como Tamaño natural.
Cuando una de las películas tiene una entrada más extensa en la Wikipedia en español, se refleja el enlace correspondiente, abreviando la información que figura sobre ella en el presente artículo.

## Relación de películas por periodos

### Desde los inicios hasta 1969
1908
Mercado de esclavas, dirigida como otras de parecido género y realización por el austriaco Johann Schwarzer, sobre 1908, y hoy difícilmente recuperables. Fueron probablemente de los primeros filmes en ofrecer suaves imágenes de BDSM.
1922
Saffo e Priapo, Italia. Película precursora, tal vez la primera de tipo comercial con varias escenas de flagelación y sumisión erótica, aunque la temática central sea la relación lésbica de dos jóvenes.
1925
Woman of the World (EU). Dirigida por Malcolm St. Clair e interpretada por Pola Negri, Charles Emmett Mack, Holmes Herbert, Blanche Mehaffey y Chester Conklin. Probablemente el primer film comercial donde se alude veladamente a un escenario BDSM, concretamente a la flagelación y a la dominación femenina. En un pequeño pueblo de Estados Unidos vive un fiscal y líder de la comunidad que se opone a los vicios de le época: el alcohol, la liberación femenina y otros considerados males. Pola Negri representa a una mujer de mundo que viene de Europa y al llegar a este pueblo es impelida por el fiscal para que abandone sus malos hábitos de mujer de la vida (fuma en público), para no pervertir al resto de las mujeres del pueblo. Ella lo desafía públicamente al echarle una bocanada de humo a la cara. Después de numerosos avatares, la mujer no aguanta la presión, se dirige a donde el fiscal está reunido con todos los hombres del pueblo, y lo golpea en la cara con un látigo. Él sufre estoicamente el dolor como penitente para pagar el sufrimiento que le causó a ella, luego la toma en sus brazos y, para escándalo de los demás, la besa.
1934
Of Human Bondage (EU, blanco y negro; también versión coloreada con computadora). Dirigida por John Cromwell. Interpretada por Bette Davis y Leslie Howard. El tierno Philip Carey (Howard), de pie varo y artista falto de talento, se enamora perdidamente de la vulgar camarera Mildred Rogers (Davis), de quien hasta su muerte miserable se obsesiona y esta hace objeto al hombre de vejaciones y maltratos. Una película poco erótica, pero interesante y rara en su retrato de un hombre masoquista.
1963
El vicio y la virtud, (Francia, Le vice et la vertu). Dirigida por Roger Vadim, es una adaptación bastante libre de la vida del marqués de Sade y de su novela Justine, con Annie Girardot y Catherine Deneuve en los papeles principales. Quizás el primer largometraje con este tipo de temática en la filmografía mundial.
1967
Justine o los infortunios de la virtud (Italia, Justine ovvero le disaveventure della virtú). Film que en España tuvo en un inicio el curioso título de Pasión mortal. Dirigida por Jesús Franco, con Klaus Kinski y Romina Power como figuras principales. Basado en la novela del Marqués de Sade, relata la vida de dos jóvenes hermanas, Justine y Juliette, una de las cuales se mantiene en la más absoluta virtud y la otra experimenta con la sexualidad propia y ajena. Como narrador, el Marqués, interpretado por Klaus Kinski.
Belle de jour Francia, dirigida por Luis Buñuel y basada con grandes cambios en la novela de igual título escrita por von Joseph Kessel en 1929. Interpretada en su papel estelar de rica y desatendida esposa burguesa por Catherine Deneuve. Obtuvo el León de Oro en el Festival de Cine de Venecia del mismo año. Narra la historia de una dama burguesa que acude por el día a un burdel, para satisfacer unos deseos masoquistas que su esposo ni conoce ni puede colmar. Belle de jour es la historia de una búsqueda, el viaje iniciático de una mujer masoquista deseosa de sentirse poseída, sometida y deseada. El riesgo social, físico y moral que supone convertirse en prostituta, la excita y la saca de su monotonía vital. Desea sentirse pública, mujer de varios, objeto y sujeto de trasgresión. El masoquismo es importante para Buñuel, que supo plasmar en el film su faceta masoquista como una forma de revolverse contra el convencionalismo y la mediocridad de la propia naturaleza humana. Tráiler del film:  Archivado el 28 de septiembre de 2007 en Wayback Machine.
Marat/Sade (Inglaterra) con Peter Brooks como director y Patrick Magee en el papel del Marqués de Sade, Ian Richardson, Glenda Jackson y Clifford Rose. La película. basada en la obra homónima de Peter Weiss, reproduce una supuesta obra teatral creada por el marqués durante su reclusión en el sanatorio para enfermos mentales de Charenton. En Inglaterra recibió el título de "The Persecution and Assassination of Jean-Paul Marat as Performed by the Inmates of the Asylum at Charenton Under the Direction of the Marquis de Sade" Tráiler del film: (enlace roto disponible en Internet Archive; véase el historial, la primera versión y la última).. Fue montada también, en 1969 por el Ateneo de Caracas por  Horacio Peterson con su título original "La persecución y asesinato de Jean-Paul Marat como fue representado por los pacientes del asilo de Vharenton bajo la dirección del Marqués de Sade"
Fando y Lis (México). Alejandro Jodorowsky como director y Sergio Kleiner, Diana Mariscal, María Teresa Rivas y Tamara Garina en el reparto. Sus personajes transitan lastimosamente senderos de mal amor e incomunicación.
1968
Kofun (Naked Pursuit) (Japón). Dirigida por Toshio Okuwaki. En esta película en blanco y negro, la protagonista trata de huir desesperadamente de la red de violencia sexual que amenaza devorarla.
La prisonnière (la prisionera), Francia, dirigida por H.G.Clouzot según la novela de Marcel Proust. Con Laurent Terzieff, Elisabeth Wiener y Bernard Fresson como intérpretes. En una velada, la compañera de un artista descubre el lado perverso del director de una galería y su gusto por las escenas de sumisión sexual. Pronto se convertirá en su modelo, prisionera de los fantasmas de ambos, con la adicción de los ritos de iniciación bisexual, una vez que el artista lleva a otra mujer a las sesiones donde se entremezclan vouyeurismo, sumisión, entrega masoquista y preciosismo fetichista.
1969
La Philosophie dans le boudoir, (La filosofía en el tocador). Francia, dirigida por Jacques Scandelari e interpretada por Zenoff, Fred Saint-James y Marc Coutant. Según la novela homónima de Sade.
Succubus, Alemania. Dirigida por Jess Franco, con Janine Reynaud, Jack Taylor, Adrian Hoven, Howard Vernon, Nathalie Nort, Michel Lemoine, Lina De Wolf y Américo Coimbra. Lorna Green, una exuberante bailarina, trabaja en el nightclub más lujoso de Lisboa, el Snob Club. Cada noche participa en un espectáculo sadomasoquista que culmina con un asesinato simulado: pero Lorna empieza a impregnarse de la esencia filosófica de su personaje. Una película inquietante, con una lata carga estética, onírica y erótica, alabada por Fritz Lang cuando se proyectó en el festival de Berlín. Succubus supone toda una experiencia para el espectador, gracias a su malsano equilibrio entre la sensualidad y la muerte, Eros y Thanos, como sempiterna balanza del sadomasoquismo activo.
De Sade, The excessive life of the Marquis de Sade, EE. UU.. Con Cy Endfield, Roger Corman y Gordon Hessler como directores y Keir Dullea como el marqués, Senta Berger, Lilli Palmer y John Huston. Una versión muy al gusto americano de la vida del marqués.
La Residencia, España. Estreno como director cinematográfico de Chicho Ibáñez Serrador (dirigiendo a John Moulder Brown y a Lilli Palmer en una correcta interpretación), narra la historia de un internado de señoritas dirigido por la disciplinadora Sra. Fourneau. Una excelente e inquietante atmósfera que relata las relaciones singulares entre las alumnas y entre la directora y su hijo Luis.

### Desde 1970 a 1989
1970
O despertar da Bestia El Despertar de la Bestia, Brasil. También se ha distribuido bajo el título: O Ritual Dos Sádicos. Con José Mojica Marins, Ângelo Assunção, Ronaldo Beibe, Andreia Bryan, João Callegaro, Ozualdo Ribeiro Candei, desas y Maurice Capovila, dirigidos por José Mojica Marins. Un profesor, durante un debate sobre el Mal, comienza a narrar historias de drogadictos y su relación con el Mal. La película se convierte en una serie de historias sobre rituales sádicos y extravagantes, desde la madre que observa a su hija masturbando a un poni, hasta la orgía que provoca el baile de una muchacha. La película estuvo prohibida varios años en Brasil, y su director recorría durante ese tiempo el país, con una carpa desmontable, para enseñar el film. Después de los 80, el escaso interés por su obra le condicionó a filmar películas porno (fue el primer director de una película zoofílica en Brasil), mientras que sin embargo en el exterior su fama como director de culto aumentaba, Especialmente en EE. UU. y en Italia. Se llegó a decir de él que "es uno de los mejores cineastas en la historia del cine de terror" (Frank Hennelotter).
1971
La Notte che Evelyn uscí dalla tomba, Italia. Dirigida por Emilio Miraglia
The Devils. Ken Russell dirige en esta película a Oliver Reed, Vanessa Redgrave, Dudley Sutton, John Woodvine y Gemma Jones. Urbain Grandier es un sacerdote disoluto en la ciudad francesa de Loudun, durante el siglo XVII. Luis XIII y el Cardenal Richelieu tratan de acusarle de corromper el convento de la ciudad, donde gobierna una monja sujeta a la lujuria más desenfrenada. Una historia de incubus, brujerías y violencia sexual.
1972
Frenesí, EE. UU., Alfred Hitchcock. Título original: Frenzy. Intérpretes: Jon Finch, Barry Foster, Anna Massey y Alec McCowen. Drama policíaco sobre un asesino en serie que se excitaba sexualmente al estrangular a sus víctimas mientras las violaba. Uno de los filmes de Alfred Hitchcock con mayor intensidad dramática. Naturalmente, como era lógico en los años en que fue rodada por uno de los mayores estudios americanos, el "obseso sexual" queda perfectamente dibujado como criminal maligno y sufre su irremediable castigo.
The last house on the left (La última casa a la izquierda) dirigida por Wes Craven; con Sandra Cassel, David Hess, Jeramie Rain, Gaylord St. James, Ada Washington, Martin Kove y Lucy Grantham. Dos muchachas adolescentes que van a un concierto haciendo autostop, son secuestradas por una banda de delincuentes que las violan y después las matan. Son dos hombres y una mujer que después de cometer el crimen van a una casa que resulta ser de los padres de una de las víctimas. Los familiares descubren lo que ha pasado y se vengan.
1973
Tamaño Natural, Francia/España. Luis García Berlanga la dirige, con un reparto formado entre otros por Michel Piccoli, Rada Rassimov y Amparo Soler Leal. Un afamado dentista de clase media, con una hermosa y brillante esposa, se enamora de una muñeca de goma a la que convierte no sólo en su fetiche sexual, sino que la incorpora a su vida diaria. La búsqueda de la sumisión femenina a través de un objeto inanimado. En la escena final, la obra supera y sobrevive a su creador.
Demoniac, El Exorcista Diabólico. Francia (Le Éventreur de Notre-Dame), dirigida por Jess Franco y como intérpretes Lina Roway, Jess Frank, Catherine Laferriére y Sam Maree. Un aburrido film sobre un sacerdote que se deja llevar a los terrenos de la tortura y los rituales sádicos, comenzando una particular cruzada inquisitorial.
Deslizamientos progresivos del Placer, Francia (Glissements progressifs du plaisir). Según la novela de Robbe-Grille, con Alain Robbe-grillet como directora y Claude Marcaud, Marianne Egerickx y Jean Martin en el reparto. Una joven acusada de haber matado a la joven con la que compartía el apartamento durante un ritual satánico, se niega a responder a los interrogatorios. La víctima es encontrada con unas tijeras clavadas en el corazón y atada a la cabecera de la cama. Su mutismo ante las autoridades le lleva a entrar en un mundo de visiones de celdas de castigo, mazmorras secretas y sótanos tenebrosos, donde extrañas monjas torturan sin piedad a las prisioneras. Cuando un joven, convencido de su inocencia, pretende llegar hasta ella, se desliza progresivamente en la misma profunda sima de placeres y miedos que la joven parece poder invocar.
1974
La sculacciata, Italia, (Un cachete en el culete). Dirigida por Pasquale Festa Campanile y con Gino Pernice, Sydne Rome y Antonio Salines en el reparto. Un empleado de banca, con problemas en su matrimonio a causa de la escasa pasión, es el centro de las técnicas de su esposa para despertarla de nuevo. Un film con una clara temática: el azote erótico o spanking. Tráiler del film en: 
Dorotheas Rache, Alemania. Dirigida por Peter Fleischmann y con Anna Henkel y Gunther Thiedick como intérpretes. Narra la historia de una joven adolescente que se dedica, junto sus amigos de ambos sexos, a grabar películas de sexo explícito. Al final, sintiéndose insatisfecha con los juegos lésbicos y heteros de su "productora", decide entrar en el sexo duro. Una sátira de los filmes eróticos de los setenta.
Martha. Quälen und Leiden, Alemania. (Marta, Sufrimiento y dolor). Director Rainer Werner Fassbinder con música de Max Bruch (Concierto para Violín Nr. 1) e interpretada por Margit Carstensen (Martha Hyer / Salomon), Karlheinz Böhm (Helmut Salomon) y Barbara Valentin (Marianne). La película solo pudo estrenarse en los circuitos comerciales a partir de 1997, pese a la extraordinaria fama de su director, quizás el de mayor éxito entre los cineastas alemanes contemporáneos. La temática del film se define adecuadamente con esta sentencia: La mayor parte de los hombres no pueden sojuzgar tan perfectamente como las mujeres desearían (Rainer Werner Fassbinder)
Martha es el prototipo de masoquista. Tolera todo, pero reacciona con agresividad también ante todo. Tras su matrimonio, comienza una profunda relación sadomasoquista con su esposo, en la que ambos se complementan; ella deseosa de ser castigada, él de castigar; un deseo que no solo conlleva la satisfacción sexual para ambos, sino que el film interpreta de una forma trascendente. El trágico final se anuncia desde el principio de la proyección.
Ilsa, La Loba de las SS. Estados Unidos, Alemania, 1974. Dirigida por Don Edmonds y con Dyanne Thorne y Gregory Knoph en los principales papeles. Una película de serie B basada en hechos reales sucedidos en los campos de concentración nazis que explota el tópico de la oficial nazi cruel y libidinosa, viejo recurso de otros géneros (). La protagonista está ligeramente inspirada en Ilse Koch, la esposa sádica y despiadada del director del campo instalado en Buchenwald. En el campo de concentración del film, la protagonista tiene aterrorizados a prisioneras y prisioneros a quienes tortura y utiliza como cobayas para fines militares y propios. Le siguieron dos secuelas: Ilsa, la hiena del harén, basada en una torturadora imaginaria en un emirato petrolero imaginario; Ilsa, la tigresa de Siberia, calificada como la mejor de las tres por algunas votaciones y en otras como la peor. En 1977 el español Jesús Franco volvería a dirigir a Dyanne Thorne en otra película sobre la sádica directora de una instituto psiquiátrico, película que en algunos idiomas se tradujo también como Ilsa, de la que hay unanimidad en calificarla como la peor de todas.
Historia de O, Francia, dirigida por Just Jaeckin y con Clorine Cléry en el papel de protagonista. Es la versión cinematográfica de la novela de igual título de la escritora francesa Pauline Réage. Su estreno fue prohibido en la mayor parte de los países europeos y retrasado hasta años más tarde en otros. Prohibida en Inglaterra desde el mismo año de su estreno, entró en 1982 en el catálogo de películas indexadas por la comisión alemana BPjs. Es un intenso paseo por los subterráneos de la sumisión y la entrega de una joven (Cléry) a su amante y refinado torturador (Udo Kier), que con sus sesiones sadomasoquistas intentará alcanzar el placer supremo a través del dolor, la humillación y la entrega sin límites: "la sumisión total!, como expresa su protagonista. Muchos piensan que existe un antes y un después de Historia de O, al menos en lo que se refiere al tratamiento cinematográfico de las relaciones sadomasoquistas y su aceptación por parte del gran público.
Portero de noche (Italia), dirigida por Liliana Cavani y protagonizada por Charlotte Rampling y Dirk Bogarde. La acción transcurre en la Viena de 1957. La esposa de un conocido director de orquesta norteamericano reconoce en el portero nocturno del hotel donde se albergan al oficial de las SS nazis que la custodiaba durante su internamiento y del que se convirtió en forzada amante. Una historia de recelos mutuos, de relaciones donde el odio y el deseo se entremezclan, donde lo odiado se recubre con el manto de lo deseado. El trasfondo político de los grupos de antiguos nazis que protegen el presente de sus compañeros por cualquier método tiene escasa consistencia frente al drama personal de ambos protagonistas y de su mutua atracción. La culpa como instrumento de poder. Y, sobre todo, vuelve a aparecer la sombra de la voluntad autodestructiva de la víctima, surgida de sus deseos masoquistas.
1975
A Woman Called Abe Sada (Japón) (Jitsuroku Abe Sada). Dirigida por Noboru Tanaka y con Junko Miyashita y Hideaki Esumi en el reparto. Está basada en los mismos hechos reales que la afamada El imperio de los sentidos, pero haciendo más explícita la brutalidad sangrienta de la relación y disminuyendo la carga erótica que se reflejaba en ese otro mito de la filmografía japonesa.
Saló o los 120 días de Sodoma (Italia), rodada por Pier Paolo Pasolini, quien se basó en la novela del marqués de Sade, usándola como leitmotiv de una desgarradora parábola sobre sexo y poder en las estructuras fascistas. Estuvo prohibida en numerosos países europeos: por ejemplo, su reproducción no se permitió en Alemania sino hasta 1978, y sólo tuvo acceso a las salas comerciales tras una decisión judicial de la Corte Suprema de aquel país. Fueron retiradas copias de diversas salas comerciales por la policía alemana e inglesa, a instancia de diversos fiscales, durante el año de su estreno en dichos países. Tráiler del film en: 
Las once mil vergas, Francia, Onze mille verges, Les. Director Eric Lippmann, según la novela de Guillaume Apollinaire. Con Jenny Arasse en el papel de Natacha, Martine Azencot en el de Françoise y Guy Bertil como Tristan.
The Image, EE. UU.(La educación de Ana). Dirigida por Radley M. y también conocida con los títulos de The Punishment of Anne y The Mistress and the Slave. Con Jake Barnes y Catherine Robbe-Grillet en el reparto. Jean de Berg, seudónimo de Catherine Robbe-Grillet, publicó en 1956 la novela del mismo título, L'Image. Carl Parker, Marilyn Roberts y Mary Mendum son los personajes principales: Jean se encuentra en una fiesta con una vieja amiga, Claire, y pronto la acompaña en el mundo de las relaciones sadomasoquistas, acompañados por la esclava de ésta, Anne.
1976
Salón Kitty Italia/Alemania/Francia. Tinto Brass dirige a Helmut Berger, Ingrid Thulin, Teresa Ann Savoy y John Steiner. En plena Segunda Guerra Mundial los nazis deciden suplantar a las prostitutas polacas de un famoso burdel, el Salón Kitty, por bellas e inteligentes alemanas de las SS, con el objetivo de emplear el sexo y la seducción como medio de obtener informaciones vitales de los clientes.
El imperio de los sentidos (Japón; dirigida por Nagisa Oshima). Con Tatsuya Fuji, Matsuda, Aoi Nakajima y Geisha Kikuryû. Su distribución en Europa padeció bastantes vicisitudes, y fue retirada la copia por la policía alemana (lo que impidió su estreno en el Festival Internacional de Cine de Berlín de aquel año), bajo la acusación de ser un libelo de pornografía y violencia sexual. Pero todo ello no le impidió recibir el galardón al mejor director en el Festival de Cine de Cannes. Una historia de sexo-amor-pasión-sumisión-muerte, basada en hechos reales en el Tokio de preguerra y ambientada en escenarios de las casas de geishas de los suburbios de la capital nipona. (Der Spiegel, edición electrónica, 1 de enero de 1988, p. 122).
Maîtresse, Francia, del impulsor de la Nouvelle Vague en los años 60 Barbet Schroeder y distribuida en España por Manga Films con el curioso título de Amante, querida, puta. Con un joven Gérard Depardieu y Bulle Ogier en los papeles estelares, amén de Nathalie Keryan, Tony Taffin, Anny Bartanovski y André Rouyer. Música de Carlos D'Alessio. Gerard, un ladrón de poca monta, asalta la espléndida casa de Ariane (Bulle), una dómina profesional que se somete por dinero a las fantasías sexuales de acomodados clientes. Se establece una extraña atracción y él abandonará sus iniciales prejuicios y terminará ayudándola a entrenar a sus clientes.
1977
'Ese oscuro objeto del deseo (España). Director: Luis Buñuel, Guionistas: Luis Buñuel y Jean-Claude Carrière según la novela de Pierre Louÿs. Intérpretes: Fernando Rey, Carole Bouquet y Ángela Molina. Buñuel era un admirador de la figura del marqués de Sade, y Ese oscuro objeto del deseo es uno de los filmes en los que el director desarrolla de forma más profunda y compleja la filosofía sadiana de los infortunios de la virtud: cuanto más dóciles somos con los demás, más perversos son los demás con nosotros, y viceversa.
Cruel Passion, USA. Actores: Koo Stark, Martin Potter, Lydia Lisle, Katherine Kath y Hope Jackman. Director: Chris Boger. Una visión erótica y sadomasoquista de la vida conventual.
Wife to Be Sacrificed , Japón (Ikenie fujin). Dirigida por Masaru Konuma e interpretada por Naomi Tani. Es probablemente uno de los filmes japoneses más conocidos sobre temática SM.
1978
Exhibition II, EE. UU.. Jean-François Davy dirige a Sylvia Bourdon, André Bercoff, Jocelyne Clairis, Jean-François Davy, Jacques Gateau y François Jouffa en un documental sobre la vida de la actriz de películas SM, Sylvia Bourdon.
Bilbao, España. Drama dirigido por Bigas Luna y con los actores Ángel Jovè, Isabel Pisano, Pep Castelló y Francisco Falcon.
1979
Demoniac, El Exorcista Diabólico. Francia, dirigida por Jess Franco.
La Ceremonia dei sensi, Italia. (La Ceremonia de los Sentidos). Con Antonio D'Agostino como director y Franco Pugi, Ornella Grassi, Camillo Besenzon y Sergio Fiore Pisapia, entre otros, en el reparto. El film narra la rocambolesca historia de un joven accidentado que, durante su convalecencia en la cama del hospital, se ve envuelto en un mundo onírico de sadomasoquistas poderes y luchas.
1980
Marqués de Sade: Sinfonía erótica. España/Portugal. Director : Jess Franco. Intérpretes : Lina Romay, Armando Borges, Aida Gouveia, Albino Graziani, Susan Hemingway. Fernando Pereira, Mel Rodrigo. Tras su estancia en un sanatorio mental, la condesa de Bressac (Lina Romay) regresa a su hogar y encuentra un panorama desolador: su marido la desprecia y la humilla junto a su nuevo amante, un joven bisexual. Además, los dos hombres desarrollan sus perversiones sexuales con una joven monja a la que encuentran herida en el bosque. La frágil condición mental de la condesa llevará a los personajes hacia un final en el que se unen el sexo y la muerte. Insulsa versión del conocido director
1983
Gwendoline, EE. UU.. rodada por Just Jaeckin en la primera versión cinematográfica del clásico de John Willie. Una de las películas con contenidos BDSM de mayor presupuesto de la historia, con cinco millones de dólares. En el papel principal está Tawny Kitaen, exesposa del cantante David Coverdale, que anima una película que poco o nada tiene que ver con la estructura y el guion del popular cómic. (Comic-Forum Nr. 24, agosto de 1984, p. 64-66)
Die flambierte Frau (Alemania, traducida al español como La mujer flambeada o como La mujer en llamas), de Robert van Ackeren, con Gudrun Landgrebe en el papel de una prostituta. Aparecen numerosas escenas sadomasoquistas y de contenido BDSM.
1985
Seduction: The Cruel Woman, Seducción, la Mujer Cruel. Alemania, dirigida por Monika Treut. Con Metcthild Grossman y Sheila Mc Laughlin. Wanda es la propietaria de una galería referida al tema del bondage y el sadomasoquismo, a quien le gusta el papel dominante en el mundo de los deseos sexuales.
Berlin Interior (The Berlin Affair, Italia, Alemania). Dirigida por Liliana Cavani y con Gudrun Landgrebe, Kevin Mcnally, Mio Takaki, Hanns Zischler, Massimo Girotti, Philippe Leroy y William Berger en el reparto. Berlín, 1938. Durante la época nazi, la esposa de un alto cargo inicia una relación lésbica con una bella joven japonesa, miembro del cuerpo diplomático de su país en Berlín. La relación se tornará tormentosa al entrar en escena el esposo, que también sucumbe al hechizo de la joven. Al final, ambos esposos se ven sumergidos en una relación de sumisión sexual hacia la misteriosa japonesa.
Domina - Die Last der Lust, (Dómina, el peso del placer). Alemania, documental dirigido por Klaus Tuschen, se presentó en el Festival Internacional de Cine de Berlín de 1985. Muestra una visión descarnada de la llamada prostitución S/M, haciendo un estremecedor viaje por el submundo de la dominación profesional en Berlín, en compañía de la mujer que interpreta el papel de sí misma, "Lady de Winter". La música la pone la Wiener Band Fono Dor, con su obra "Schlag mich, bitte bitte, schlag mich". Ni el amor, ni la sensualidad, ni la pasión, ni la belleza de los sentimientos de entrega, dominación o sumisión, ni la complejidad escénica y la profunda consistencia de las relaciones sadomasoquistas aparecen en el film. En su lugar, gélida visión de un mundo prostituido, de esquinas oscuras y tinglados húmedos, un mundo de anuncios en periódicos locales y de voces cansadas y despersonalizadas que enumeran al teléfono prestaciones y precios, con la plasticidad de un camarero de taberna de puerto que recita a final de jornada las variedades de bocadillos ante un cliente de mirada turbia.
Fue motivo, igualmente, de un pequeño escándalo, al retirar la entrevistada su consentimiento para varias de las escenas del film y no poderse estrenar por tanto en el Festival. Solo tras la reedición de varias partes de la película, llegó a los circuitos comerciales.
(TAZ Berlin, 19 de febrero de 1985)
Free Fucking (Alemania). Película documental de la directora Ulrike Zimmermann en la que presenta la vida y prácticas sexuales de una sumisa sadomasoquista (Der Spiegel, 44/1988, pp. 254-273).
Verführung: Die grausame Frau (Alemania, Seducción: La Mujer Cruel), de las directoras Elfi Mikesch / Monika Treut. Narra en clave feminista las vivencias de una mujer lesbiana, interpretada por Mechthild Grossmann. La obra está fuertemente influenciada por La venus de las pieles, de Leopold von Sacher-Masoch. Mechthild Grossmann interpreta con sobriedad el papel de Wanda. Estrenada en la Berlinalia de 1985, la interpretación de Grossmann fue muy bien acogida, y la "espectacular belleza" de la actriz, tema de numerosos comentarios.
1986
Matador, España, de Pedro Almodóvar, con Assumpta Serna, Nacho Martínez, Eva Cobo, Julieta Serrano, Chus Lampreave, Carmen Maura, Eusebio Poncela, Bibi Andersen, Luis Ciges, Eva Siva y Verónica Forqué. Historia de amor fetichista entre una psicoanalista y un maestro de toreros: toros, sexo y muerte. Los protagonistas se ven unidos por el placer que sienten al asesinar sus respectivos objetos de deseo. Como ya es habitual en el género, terminan sucumbiendo a sus pasiones y encuentran un fetichista, mórbido y criminal final. La lectura habitual: la sobrepasión nunca compensa. Interesante cómo resuelve el director la escena final con el -fallido- suicidio consensuado por sus protagonistas, al igual que las escenas de taurinas analogías, donde Asumpta Serna "apuntilla" a sus víctimas-amantes con un largo alfiler, en el preciso instante del éxtasis sexual, mientras los cabalga o se deja cabalgar.
9 semanas y media, EE. UU., según la novela de Elizabeth McNeill. Casi todos los ricos escenarios BDSM que contenía la novela, desaparecen en su guion cinematográfico, reduciéndose drásticamente la sensual brutalidad de los juegos entre Kim Basinger y Mickey Rourke. La lectura final que proporciona el film, en el sentido de considerar que las prácticas sadomasoquistas terminan por escapar a la voluntad de quienes las escenifican, no se puede considerar que haya aportado gran cosa a una visión realista, racional y socialmente aceptable sobre estas prácticas.
1988
Dead Ringers (Pacto de Amor), Canadá y Estados Unidos. Dirigida por David Cronenberg sobre una adaptación del libro Twins, de Bari Wood y Jack Geasland. Dead Ringers relata la aventura de los hermanos gemelos Elly y Bev Mantle, ambos protagonizados por Jeremy Irons.
1989
Marquis, Francia/Bélgica. El film combina animación virtual y marionetas para relatar un momento de la vida de Sade, en la Francia pre-revolucionaia.

### Desde 1990 a 1999
1990
¡Átame!, España. Director: Pedro Almodóvar. Actores: Victoria Abril, Antonio Banderas, Loles León, Julieta Serrano, María Barranco y Rossy de Palma. Átame! relata las peripecias de un huérfano que desde los tres años ha pasado por diferentes reformatorios. Siendo adulto, rapta a una mujer con problemas, Marina, y la mantiene secuestrada y atada al cabecero de la cama de su propio apartamento. La repulsión inicial de la mujer va dejando paso a una singular historia de amor.
1991
Hustler white, EE. UU.. Director: Bruce la Bruce. un artista excéntrico visita el Hollywood de la prostitución gay en limusina. esculturismo, acrotomophilia, violación, travestismo, bondage, y el grande amor..
1992
Female Misbehavior, Alemania. Cuatro horas de cortometrajes dirigidos por la directora de culto Monika Treut. Rodada en diez años, cuenta con un reparto formado por Annie Sprinkle (la actriz favorita deTreut), Camille Paglia y la propia Monika Treut, relata vivencias sadomasoquistas interpretadas en clave del acostumbrado feminismo de su directora, una mujer que realizó hace años su cambio de sexo y que desde entonces profesa un lesbianismo dominante, muy enmarcado en el territorio BDSM. La película, una de las tres dirigidas por Monika Treut que se relacionan en este trabajo, ha recibido numerosos premios en festivales sectoriales e independientes, al igual que su directora.
SM shudan ro-zeme. Japón, dirigida por Hisayasu Sato, con Río Serizawa, Yutaka Ikejima, Tori Asano y Kyoko Nakamura. El director de culto Sato traza un melodrama de hondas raíces psicológicas, donde una editora de éxito entra en contacto con la escena BDSM a través de la visita a un dentista, que le abre las puertas del placer en el dolor
Lunas de hiel o Luna amarga (Bitter moon) (EU). Dirigida por Roman Polanski, con Hugh Grant, Emmanuelle Seigner, Peter Coyote y Kristin Scott Thomas en el reparto. La historia de una extraña relación sadomasoquista con alternativas temporales (no confundir con escenarios switch) que es relatada por sus protagonistas, un escritor inválido y su joven y bella esposa, a un joven matrimonio con el que traban conocimiento durante un crucero. Contiene una enorme cantidad de guiños al espectador entendido, sobre temas como determinadas prácticas sadomasoquistas, las relaciones de dominación y sumisión, el voyeurismo, etc. Impagable el guiño con la numeración del camarote, o algunos diálogos de él-dominante, ella-sumisa y viceversa. El desenlace, con el esposo descerrajando un tiro a la mujer, mientras ésta duerme desnuda y extenuada tras lo que el espectador supone ha sido una larga sesión de sexo con la otra esposa, parece conducir a la muy generalizada teoría: las relaciones extremas terminan por escaparse al control de quien las pone en marcha.
Tokyo Decadence, Japón, dirigida por Ryu Murakami. Una película sobre la soledad y la incomunicación en la sociedad moderna, con el trasfondo del recorrido de una tímida adolescente por el mundo del bondage, la sumisión y el sadomasoquismo.
1993
El cuerpo del delito (Body of Evidence, EU). Dirección: Ulrich Edel. Guion: Brad Mirman. Protagonistas: Willem Dafoe y Madonna. Un abogado debe defender a una mujer acusada de haber asesinado a su amante, con el que mantenía relaciones sadomasoquistas, un hombre mayor que le legó toda su fortuna. El letrado comienza a sospechar de la inocencia de su cliente cuando se involucra con ésta en una intensa y erótica relación. Una de las escenas que más se recuerdan es aquella en la que el abogado esposa a su cliente y la sodomiza salvajemente. Y otra, la de esta última derramando cera caliente sobre el torso desnudo de aquel. La película es contemporánea a la edición del disco Erótica, de Madonna, y del libro de fotografías Sex, donde ella encarna a una femme fatale al estilo de Marlene Dietrich.
1994
La miel del Diablo, España/Italia. Dirigida por Lucio Fulci, e interpretada por Paula Molina, Brett Halsey, Blanca Marsillach, Corinne Cléry y Stefano Madia, entre otros. El director, muy conocido por películas de truculento y sangriento desarrollo, narra una historia de secuestros y torturas en una aislada villa sobre el mar, todo dentro de una temática de porno-soft, a la que el amplio toque sadomasoquista no consigue evitar un cierto sentido provinciano de lo perverso.
Nightlife in Tokyo, Japón. Dirigida por Takahashi, Banmei, con Suzuki, Sawa; Kataoka, Reiko y Sugimoto, Aya como intérpretes. Prostitución en la noche japonesa, en la que una de las dos jóvenes prostitutas se gana la vida como Dómina, realizando sesiones sadomasoquistas para adinerados clientes. Una especie de soft-porno con regusto nipón, escasamente valorado por la crítica.
Enciende mi pasión. España, dirigida por José Ganga sobre guion de José Ganga y Victoria Calero, con Miguel Bosé, Emma Suárez, Juan Luis Galiardo, Karra Elejalde, entre otros, en el reparto. Un botánico, seducido por los pies y las piernas de las mujeres, es el hilo argumental sobre el que se desarrolla una trama que mezcla la pasión sexual, el amor, la codicia y la picaresca a través de un estudio de personajes y situaciones. Una historia de fetichismo que se presuponía iba a ser un gran éxito por los atractivos protagonistas y el morboso tema, pero obtuvo muy malas críticas y se estrelló en la taquilla.
Exit to Eden, EE. UU., según la novela de idéntico nombre escrita por Anne Rice en 1985. Relata en clave muy novelada el mundo de la dominación femenina y en general el de la sumisión y las fantasías sadomasoquistas. Lisa Kelly dirige un complejo hotelero altamente reservado y cerrado, dedicado a satisfacer los gustos de adinerados clientes que llevan en el mismo una vida enmarcada por sus rol de dominantes. Subasta de esclavas y esclavos, escenas de entrenamiento, castigo y sumisión. El Amor integrado en una relación de sumisión y entrega, bajo una visión muy enjoyada del submundo de la dominación profesional y de la prostitución de alto nivel, forman parte del entramado de la película. En una de las crónicas sobre su estreno, se recogía la impresión de un espectador: "Yo no practico esas fantasías, pero si querían hacer algo sobre el bondage y la dominación, ¿por qué no hacerlo seriamente, y no presentarlo como una broma?".
Venus in Furs. Según la novela La venus de las pieles, obra del escritor Leopold von Sacher-Masoch y con la banda sonora de The Velvet Underground, dedicada a este libro.
1995
Naked Blood: Megyaku. Japón, otro film del afamado director Hisayasu Sato, con Misa Ika, Sadao Abe y Yumika Hayashi en el reparto. Continuando las investigaciones de su padre, Eiji, con 17 años, descubre una singular droga que anula todas las sensaciones no placenteras del dolor físico, dejando sólo un rastro de felicidad artificial. Cuando entran en escena tres singulares muchachas, la trama se complica.
1996
Fetishes, EE. UU./Inglaterra, rodada por Nick Broomfield para el Club Pandora, conocida entidad BDSM de la ciudad de Nueva York. Contiene hora y media de entrevistas y actuaciones de profesionales de la escena, y se encuentra dividida en capítulos según el tipo de contenido: Esclavas, Dóminas, Fetichismo, Castigos, etc.
Crash, Canadá y Francia. Dirigida por David Cronenberg, según la novela de James Graham Ballard y con James Spader (James Ballard) y Holly Hunter (Helen Remington) como primeros actores. Crash es una película difícil de describir en palabras. En el Festival Internacional de Cine de Cannes de 1996 ganó el premio especial del jurado y estuvo nominada para la Palma de Oro. La película fue prohibida en Inglaterra y apareció seriamente amputada en Estados Unidos, aunque curiosamente en España se pudo ver la versión íntegra. El matrimonio formado por el productor de cine James Ballard y Catherine viven una relación liberal, acostándose con otras personas y después contándose sus experiencias mientras practican el sexo entre ambos. En un accidente automovilístico que sufre James, conoce a Helen y ella lo introduce en un mundo de fascinación y fetichismo por los accidentes, los coches, los cuerpos doloridos, cicatrices e imposibles aparatos ortopédicos. Esto modifica sustancialmente la relación entre James y Catherine, al tiempo que el primero va introduciéndose en el sadomasoquismo. Gabrielle, la lisiada que vive con Helen y su pareja Vaughan (y se acuesta con ambos), es el contrapunto nervioso a esa polifórmica relación, que va apareciendo ante los ojos del espectador como una relación sadomasoquista, no ya entre los personajes, sino entre éstos y sus automóviles. El orgasmo generado a partir de los accidentes automovilísticos, sobre todo con los más aparatosos. Por ello, tras ser Vaughan sodomizado por James, el primero embiste su vehículo contra el del segundo, intercambiando de ese modo los roles; es por ello que todos los actos sexuales que aparecen son penetraciones por detrás, parodiando la embestida de un coche contra el vehículo anterior.
1997
Carne fresca, EE. UU.-España. Con Jesús Franco como director y Analía Ivars, Mikail Kronen, Amber Newman, Monique Parent, Alain Petit, Lina Romay y Aldo Sambrell en el reparto. Un típico producto "B" de Franco, sin más interés que el del supuesto morbo de sus escenas. Un famoso cocinero y su esposa viven en la costa de Andalucía en un islote de su propiedad. Allí celebran extrañas orgías con la colaboración de sus complacientes amigos. Los Radek atraen a su isla a una jovencita extranjera y juegan con ella cruelmente, violándola y martirizándola.
Preaching to the Perverted. Inglaterra/ EE. UU.. Dirigida por Stuart Urban e interpretada por Guinevere Turner como Tanya, y Christien Anholt como Peter. Película generalmente considerada como una especie de respuesta contestataria a la llamada Operación Scanner. Con el trasfondo de una campaña moralizante en contra de los clubs fetichistas de Inglaterra por parte del parlamento inglés, se relatan las peripecias de un joven inglés y una activista y propietaria de clubs fetichistas a ambos lados del Arlántico, que tratan de vencer al otro y llevar la relación al terreno convencional, o al de las vivencias BDSM, respectivamente.
Didn't Do It For Love, Alemania. Rodada por la directora alemana Monika Treut, refleja la vida y la sexualidad de la actriz, periodista, fotógrafa y Ama S/M, Eva Norvind.
(TAZ Berlin, 13.5.1998, p. 23)
SICK: The Life & Death of Bob Flanagan, EE. UU.. Film sobre la vida del pintor, poeta, artista y practicante de BDSM, Bob Flanagan, dirigido por Kirby D.
1998
Bambola, Italia. Una película de Bigas Luna. Con Valeria Marini, Stefano Dionisi, Jorge Perugorria, Manuel Bandra, Anita Ekberg y Antonio Iuorio. Mina, llamada por todos Bambola (muñeca), visita a su hermano homosexual en la cárcel, y allí encuentra los placeres de la sumisión en forma de entrega al sádico compañero de celda del hermano, Furio, con quien comienza una relación sadomasoquista tras una brutal escena de sodomización en la misma cárcel.
Tops and Bottoms, Canadá. Dirigida por la canadiense Christine Richey. En casi dos horas de duración, el film recorre los orígenes del BDSM desde el Medioevo hasta la llamada generación del cuero, en los cincuenta del pasado siglo, pasando por el nazismo y la revolución sexual. Sigue las teorías del psicoanálisis de Erich Fromm, en el sentido de considerar al sadomasoquismo como el síntoma visible de una enfermedad social, estableciendo una relación entre Fascismo y Sadomasoquismo. En el film no aparece ninguna referencia científica concreta, ni se practican entrevistas a ninguna personalidad de la Sexología moderna.
()
8MM - Eight Millimeter, (Asesinato en 8 milímetros) EE. UU., dirigida por Joel Schumacher. Un thriller de agobiante desarrollo con Nicolas Cage en el papel principal. Cane debe encontrar pistas que relacionen la desaparición de una muchacha, unas cintas de video snuff y el submundo del sadomasoquismo criminal. Algunos grupos norteamericanos de afinidad BDSM, organizaron protestas para reivindicar que el film era una apuesta discriminatoria hacia su cultura. La película está magistralmente llevada por director y reparto, pero incide de nuevo en la errónea percepción del BDSM como un universo de marginalidad y propenso a la criminalidad.
Audition (Japón, Õdishon). Dirigida por Takashi Miike sobre una novela de igual título, obra de Ryu Murakami, cuenta en su reparto con Ryo Ishibashi y Eihi Shiina.
Pro urodov i lyudey (Rusia). Dirigida por Alekséi Balabánov, narra las vidas de dos familias de Rusia a principios del siglo XX que caen a manos de Viktor, un amante del sadomasoquismo que con un ayudante comienza a hacer grabaciones caseras.
1999
Gojitmal, Lies, Mentiras. Corea del Sur. Actores: Sang Hyun Lee, Tae Yeon Kim, Hye Jin Jeon, Hyun Joo Choi, Kwon Taek Han Director: Sun-Woo Jang. Proyectada en la Muestra Internacional de Arte Cinematográfico de Venecia, la Mostra de 1999, donde causó reacciones encontradas por sus escenas sadomasoquistas. La película narra la relación sadomasoquista entre una joven y un escultor 20 años mayor, en la que la joven es golpeada y azotada con su consentimiento. Las relaciones amo - esclava se revierten a la mitad de la cinta, y el hombre pide a la joven que lo golpee con instrumentos cada vez más contundentes. La relación, con pocos contactos exteriores con el mundo, se centra en la insistente y cada vez más humillante solicitud del hombre para ser golpeado por la joven, inclusive vestida de colegiala
Romance X, Francia. Dirección, Catherine Breillat. Intérpretes: Caroline Ducey (Marie), Sagamore Stévenin (Paul), Francois Berléand (Robert) y Rocco Siffredi (Paolo). Marie es una joven enamorada de su pareja, pero no suficientemente correspondida. Con la intención de que su amante vuelva a desearla, Marie se lanza a la búsqueda del amor físico en brazos primero de un semental italiano, Paolo, y luego de un hombre maduro aficionado a la dominación sexual, que la lleva por las sendas del amor sumiso.
Marquis de Sade, EE. UU. y Rusia. Dirigida por Gwyneth Gibby, narra la historia del famoso marqués. Tuvo un preestreno en 1996.
Wildly Available, Inglaterra. Dirigida por Stuart Urban. El papel estelar de la dómina neoyorquina Tanya Cheex, lo cumple Guinevere Turner. Otros intérpretes son Tom Bell y Christien Anholt. Joe Goodman, un fotógrafo de éxito, lleva una vida confortable y tranquila con su mujer y su hija adolescente. Pero su vida sufre un brusco cambio cuando conoce a una exótica y atractiva dominatrix, Wendy, que le introduce en el mundo del S/M y de las relaciones BDSM.
Jawbreaker, EE. UU.. Dirigida por Darren Stein. El papel de la protagonista Courtney Alice Shane interpretado por Rose Mcgowan, es claro en el instante en que va seducir a un extraño en el bar para que parezca una violación el asesinato de Liz, es claro porque toda su vestimenta va de acuerdo al código de BDSM (corsé rojo, falda de cuero roja, medias y ligeros de red, torerito de piel y gargantilla de brillantes).

### Desde 2000 a nuestros días
2000
Futei no kisetsu, I Am an S/M Writer como segundo título. Japón, dirigida por Ryuichi Hiroki, Futei No Kisetsu ha sido escrita por Hitoshi Ishikawa, colaborador habitual de Hiroki. En clave de suave humor irónico, pasa revista a la escena BDSM.
Sade, Francia. Drama de Benoit Jacquot con Daniel Auteuil, Marianne Denicourt y Jean-Pierre Cassel. Sade, narra como en 1794, durante el reinado del Terror, el marqués de Sade regresa a la prisión. Pese a estar gravemente enfermo, de Sade no tarda en recrear sus experimentos al límite de la libertad. Una rigurosa crónica de la muerte anunciada del enfermo aristócrata.
Quills, EE. UU. (Quills, Letras prohibidas: la leyenda del Marqués de Sade). Quills es un drama de Philip Kaufman, con Geoffrey Rush, Kate Winslet, Joaquin Phoenix, Michael Caine y Amelia Warner. Durante la Revolución, el marqués de Sade consigue distribuir sus escritos desde la misma prisión, gracias a la ayuda de Madeleine (Kate Winslet) y del párroco de la prisión, Coulmier (Joaquin Phoenix). Pero su obra Justine desagrada a Napoleón Bonaparte, y este encarga al nuevo director del penal, Dr. Royer-Collard (Michael Caine), que silencie al marqués. La tortura y el odio convierten el penal en un lodazal de pasiones.
(Rhein_Zeitung, marzo de 2001).
The Isle, Seom en Corea del Sur. Estrenada en vídeo como La Isla en español, ha sido dirigida por Ki-duk Kim, y es la única película de temática BDSM producida en exclusiva por un país asiático, dejando al margen Japón. En el reparto, Jung Suh, Yoosuk Kim, Sung-hee Park, Jae-hyeon Jo y Hang-Seon Jang. Sobre el aislamiento y la dominación, todo ello en el claustrofóbico entorno de un pequeño pueblo de pescadores. El film ha cosechado varios premios y nominaciones
2001
La Pianiste, Francia (La profesora de piano). Dirigida por Michael Haneke, con Isabelle Huppert, Annie Girardot y Benoit Maginel en los papeles principales y basada en la novela Die Klavierspielerin, de Elfriede Jelinek, que narra la historia de una profesora de piano fuertemente influenciada por su madre, que desarrolla una intensa atracción por el sadomasoquismo.
Ichi, The Killer, también conocido como Koroshiya 1, Japón. Dirigida por Takashi Miike y escrita por Sakichi Satô, basado en el cómic manga de Hideo Yamamoto. Con Tadanobu Asano, Nao Omori, Shinya Tsukamoto, Alien Sun. El director Takashi Miike es uno de los más prolíficos creadores del Japón y uno de los más controvertidos, muy relacionado con el cine gore japonés que trata sobre los jakuza (miembros rivales de la mafia criminal japonesa). La película ha dado la vuelta al mundo, sorprendiendo y escandalizando a las audiencias de festivales de cine con su extraña mezcla de violencia y patología. En esta ocasión, el sadomasoquismo (coincidiendo ambos roles en un mismo protagonista) se entremezcla con abundante casquería gore y algunas escenas curiosas, como la de la masturbación inicial mientras un rival del asesino apalea a una prostituta, o el bondage en suspensión con ganchos atravesando la piel de la espalda del torturado.
Beyond Vanilla, EE. UU., dirigida por Claes Lilja. Narra en clave documental la escena del BDSM en USA, desde una perspectiva amplia pero con especial incidencia en los ambientes de homosexualidad masculina y lésbica. Para ello, sigue con detalle las peripecias y experiencias sexuales de más de un centenar de personas, mostrando escenas de sumisión, flagelación, fisting, lluvia dorada, etc. Presentado en el Festival Internacional de Cinema Gay y Lésbico de Barcelona en el 2003. El film permite introducirse en el mundo del BDSM, de una manera formativa. Para muchos, uno de los mejores documentales sobre la temática. (Gay Barcelona, )
2002
Shibari, México Dirección y Guion: Christian González; Producción: Patricia Rojas; Fotografía: Juan Carlos Lazo de la Vega; Música: Vate; Edición: Julio César Arrieta; reparto: Patricia Páramo, Antonio Ciisóstomo, Mónica Torres y Felipe Ehrenberg. La película nos habla de las relaciones de poder que existen en toda pareja. Fabián es un fotógrafo frustrado por la renuencia de Milagros, su mujer, a entregarse por completo. Cuando él sale de la casa para cumplir con un trabajo y ella se masturba angustiosamente, se confirma que ambos no encuentran la forma de expresar sus deseos. Fabián conoce a la mujer que lo forzará a explorar su sexualidad. Elvira es una distinguida dama con un pasado como modelo de shibari o kinbaku, que había alcanzado el rango de nawashi (artista de las cuerdas). Fabián descubre que la sumisión puede ser placentera y amorosa. Además, explora otros aspectos de su sexualidad que hasta el momento había ignorado. Shibari se presentó en el Festival Mix 2004
The Magdalene Sisters, Inglaterra (Las hermanas de la Magdalena); dirigida por Peter Mullan y con Geraldine McEwan. El último Asilo de las Magdalenas en Irlanda cerró sus puertas en 1996. "The Magdalene Sisters" se ha basado en el punto de vista de cuatro de sus asiladas, Rose, Bernadette, Margaret y Crispina, que sobreviven en un escenario de represión y tortura física y psicológica.
Secretary, EE. UU.. Traducida en algunos países hispanohablantes como La secretaria y con el subtítulo en otros de Ponte en posición; dirigida por Steven Shainberg e interpretada por Maggie Gyllenhaal y James Spader, con un guion basado en la comedia de cine negro titulada Bad Behavior, de Mary Gaitskill. Una joven secretaria, recién dada de alta de un sanatorio mental, encuentra empleo en un despacho de abogados, donde las vivencias que se desarrollan entre jefe y empleada adoptan características sadomasoquistas. Tráiler del film: 
Irreversible es una película francesa dramática escrita y dirigida por el cineasta argentino Gaspar Noé y protagonizada por Monica Bellucci, Vincent Cassel y Albert Dupontel. La película, contada en orden cronológico inverso, narra la búsqueda emprendida por dos hombres, Marcus y Pierre, quienes desean vengar la brutal violación de Alex, novia de Marcus y exnovia de Pierre. La historia transcurre en París, en el lapso de un día y una noche. El film causó polémica por lo explícito de una escena de asesinato y otra de una violación. Desde su estreno la cinta ha estado envuelta en controversia, con una gran cantidad de defensores y detractores. Actualmente se la considera como una película de culto.
2003
Surrender, EE. UU.. Dirigida por Katherine Brooks, narra las peripecias de Georgia y sus vivencias junto la carismática lesbiana Salene, dedicada a estudiar la subcultura S/M. Tras la mutua e inicial atracción, Georgia acompaña a Salene en un viaje intenso por la escena sadomasoquista, el mundo de la flagelación, de la sumisión y de la dominancia lesbiana.
Wir leben... SM!. Alemania (Vivimos en S/M). Dirigida por Gerhard Stahl e interpretada por Woschofius, Lady Isis, Axel Tüting, Carlos Peron, Matthias Grimme y Silvia Riedinger. La cámara sigue durante un año las vivencias de una pareja alemana que comparte una relación sadomasoquista. Pero con una complejidad añadida: a la pareja formada por Lady Isis y Woschofius, se une una compañera de juegos, la sumisa Zoé.
2004
Bettie Page: Dark Angel EE. UU. (Bettie P: El Ángel Oscuro) Dirigida y producida por Nico Barry e interpretada por Paige Richards. Se trata de la biografía de Bettie Page, la popular modelo de calendario, de fotografía fetichista y de bondage, durante los últimos tres años de su vida. El film se presentó al Festival de Cine Independiente de San Francisco.
Ma Mére (Mi madre), Francia, del director y guionista Christophe Honoré. Adaptación de la novela póstuma de Georges Bataille, Isabelle Huppert interpreta a un personaje torturado y sexualmente obsesionado, que presta a la película lo mejor que ésta tiene: su interpretación. Fue exhibida en el Festival de Cine de Cannes en 2004 y el mismo año en el Festival de Cine de Gijón, entre otros, donde tuvo escaso éxito. Narra una historia de incesto y sadomasoquismo entre una madura y atractiva madre (Huppert) y su traumatizado hijo de 17 años (Louis Garrel). Ambientada en Gran Canaria, recorre muchos de los lugares nocturnos y liberales de la isla. Tras la muerte del esposo, Huppert confiesa a su hijo que ella es una perra, pervertida y detestable, que jamás ha agradado a nadie. La iniciación sexual del hijo, con la ayuda de la amante lesbiana (Emma de Caunes) de la madre, no resulta muy comprensible en el film. La madre conduce al hijo adolescente por un mundo de descubrimientos sexuales, éxtasis e inconformismo. Quizá una de las escenas más controvertidas es la del final: en ella, el hijo se masturba frente al cadáver de su madre, lo que representa sin duda su constante dependencia emocional.

2005
Hwal, (The Bow, El Arco). Japón en coproducción con Corea del Sur, dirigida por Ki-Duk Kim (Kiduck Kim) y protagonizada por Jeon Seong-hwan, Seo Min-jeong y otros. Un viejo pescador vive en medio del mar con una muchacha a la que recogió cuando era niña mientras espera que ella cumpla 17 años para desposarla. Mientras tanto, prepara la dote, la protege contra los hombres que vienen a pescar a su barco e intentan propasarse con ella. Su única forma de protegerla es disparando con el arco, que también le sirve para adivinar el futuro y como instrumento musical. Una historia de sumisión y entrega, de deseo y poder, una tutoría que se desarrolla en el angosto espacio de una barca de pesca. Junto a imágenes innegablemente poderosas, posee una fotografía horrorosa y una música deficiente. Una gran idea desaprovechada por un desarrollo minimalista en exceso. (Ocaña, Javier: Diario El País, 2006)
Ecstasy in Berlin 1926, Alemania. Dirigida y protagonizada por Maria Beatty. Una fotografía preciosista y con un cierto regusto decadente, eminentemente fetichista. Un regalo para los sentidos de los enamorados del fetichismo de los pies y quienes practican el spanking, más que una película con contenido programático, didáctico o ideológico. Su directora, una de las escasas profesionales de la sumisión conocidas, también se hizo notoria por películas sobre el BDSM lésbico.
Un año sin amor. Argentina, dirección: Anahí Berneri. Interpretación: Juan Minujín, Mimí Ardú, Carlos Echevarría, Javier van der Couter y Osmar Núñez. Pablo es un escritor homosexual infectado con HIV que publica anuncios de contacto en Buenos Aires. Se une a un grupo sadomasoquista y de fetichismo del cuero, para buscar una forma de erotizar su dolor. Premio en la Berlin International Film Festival de 2005, tres nominaciones de la Asociación de Críticos Cinematográficos de Argentina (Mejor Revelación Masculina, Mejor Vestuario, Mejor Guion Adaptado ), premio y nominación en el Festival de Cine del Mar del Plata de 2005, premio a la Mejor Narrativa en Lengua Extranjera en el New York Lesbian and Gay Film Festival, 2005.
Hostel, EE. UU.. Dirigida por Eli Roth; con Jay Hernández, Derek Richardson, Eythor Gudjonsson y Barbara Nedeljáková. Una película del género de terror, con mucho de gore y una inexplicable patína de sexo sadomasoquista. Serie B en su más puro estilo.
Sin City, EE. UU.. Ciudad del Pecado (Frank Miller's Sin City). Con guion y dirección de Frank Miller y Robert Rodríguez, y reparto con Bruce Willis, Jessica Alba, yRosario Dawson entre otros. Montada sobre la mítica obra gráfica de Miller, la película propone al espectador una serie de escabrosos escenarios en los que unos personajes algo desangelados, pese al conseguido estilismo de las imágenes, persiguen salvajes fantasías.
Tráiler del film:  (enlace roto disponible en Internet Archive; véase el historial, la primera versión y la última).
Headspace, EE. UU.. El Rostro del Mal, dirida por Andrew van den Houten y con Olivia Hussey, William Atherton, Sean Young, Udo Kier, Dee Wallace-Stone y Mark Margolism. Sinopsis:
Los problemas de Alex comienzan mientras se encuentra disputando una partida de ajedrez con su amigo Harry, un enigmático artista y destacado maestro de ajedrez. Misteriosamente, el intelecto de Alex comienza a desarrollarse. Los recuerdos latentes que su memoria decidió suprimir regresan a su cabeza – un violento pasado, un hermano mayor desaparecido, un padre que los abandonó, una madre cruelmente asesinada – y sus mayores pesadillas comienzan a acecharlo mientras está despierto.
Un malogrado intento de terror psicológico con ráfagas de un sadomasoquismo trasnochado y con algunas partes meritorias.
Sadomaster, Argentina. Director y guionista: Germán Magariños. Con Ezequiel Hansen, Leandro De la Torre y Francisco Pérez Laguna entre otros. La única aportación del cine argentino a esta filmografía, y no precisamente a destacar por su calidad. El argumento : en Argentina del año 2009 reina una situación de extrema violencia urbana: El senador Beccar Varela decide emplear métodos poco limpios como único medio de garantizar la seguridad. Pero es en realidad la cabeza pensante de un grupo neonazi, al que se enfrenta un misterioso enmascarado que desencadena una brutal venganza. Una película que hace buenas las de la serie B americana. Tráiler del film: 
Lunacy, Chequia. Jan Svankmajer. Un ingenuo hombre en camino por el funeral de su madre encuentra un anacrónico marqués quien lo inicia a todas las transgresiones. Basándose en dos relatos de Edgard Allan Poe y en la obra del marqués de Sade, un cuento surreal y satírico con un cuestionamento radical de los conceptos de locura, libertad absoluta y consentimiento.
2006
Besuch bei einer Domina, Alemania. Película documental de algo más de una hora de duración, rodada para la cadena de televisión ARD. Entrevistas y reportajes sobre la realidad de los estudios S/M de amas profesionales en la región de Stuttgart. Prostitución de nivel, a 300 euros la hora. Una ocasión para volver a comprobar la habitual confusión en los medios y en la opinión pública entre el ejercicio voluntario de actividades BDSM y la especialización de sectores de la prostitución privada con los signos externos de la anterior. Nada nuevo, otra de estudios con cadenas y cruces y visitantes de amplia cintura y cartera.
24/7 - The Passion of Life. Dirigida por Roland Reber en 2005, relata la aventura de una muchacha “de buena familia” que conoce fortuitamente a otra joven y, al visitarla en su casa, descubre que lleva una doble vida como Domina. La muchacha se deja fascinar por la sensual llamada de la cultura BDSM.
Bathory, Eslovenia. Dirigida por Juraj Jakubisko y estrenada el pasado mes de mayo, es una película sobre la condesa Isabel Bathory, la aristócrata austro-húngara más famosa, basada en la vida de la noble europea cuyos sádicos rituales fueron los causantes de la muerte de más de 500 jóvenes aldeanas. Nacida en el año 1560, en una de las mejores familias de Transilvania, estaba convencida de que la sangre de mujeres jóvenes era el elixir de la eterna juventud. Y se dedicó a bañarse en ella durante más de diez años, no sin antes realizar con las jóvenes todo tipo de prácticas sádicas y de sometimiento sexual, hasta su prisión en 1610. Internada en un manicomio, muere cuatro años después.
Jackass: The Movie, EE. UU.. Dirigida por Jeff Tremaine y con Johnny Knoxville y Spike Jonze en el reparto. Una comedia, secuela del film Jackass, que recurre a imágenes desgarradoras e impactantes, para poner en solfa a todo y a todos, incluyendo al sadomasoquismo. Miles de imágenes que provocan la risa, el horror o la repugnancia, pero que no dejan indiferente a nadie, ni siquiera a los que abandonan la sala de proyecciones a mitad del film.
Sexo en secreto, España. Con guion y dirección de Jordi Gordon y realización de David Fernández, es un documental de 55 minutos de duración para el programa DOCUMENTOS TV, del Segundo Canal de TVE, la cadena estatal española. Se estrenó en diciembre de 2006. (Documentos TV, 2006)  Aunque la dirección del programa lo presentó como una oportunidad de brindar auténticas sesiones de BDSM en las que participan los protagonistas del documental, en realidad se trata de un documento sobre la prostitución especializada en escenarios sadomasoquistas de los locales de la noche barcelonesa, desdeñando la rica y variada escena D/s, mayoritaria en España. Al margen de su calidad estilística, notable, la versión forzosamente parcial y equívoca que ofrece sobre el BDSM español no profesional, abrumadoramente mayoritario, no es ni mejor ni peor que otros documentales similares sobre la llamada dominación femenina profesional (Gib´s uns a bissle, Besuch bei einer Domina, Domina:Die Last der Lust ). La aparición breve de una antropóloga y de un psicólogo durante el documental, no aporta materia de interés al contexto del film, ya que este se centra en la promoción de los mencionados servicios profesionales y los locales donde se pueden contratar en Barcelona, pero le confiere seguramente una patina de respetabilidad que debía ser el propósito de su inclusión. En cuanto a la geográfica limitación a Barcelona, se debe probablemente a que guionistas y director tenían mejores y más sólidos contactos allí, junto con la dificultad de encontrar ese tipo de escenarios del profesionalismo sadomasoquista en otros lugares, donde son mayoritarias las relaciones BDSM no de pago. La comunidad BDSM hispanoparlante se ha manifestado de forma general como no identificada con la visión exclusivamente sadomasoquista, profesional, asexuada y fría que el documental transmite, e incluso algunos protagonistas que no eran profesionales del sexo sadomasoquista de pago han expresado por escrito y de forma crítica su desvinculación con el producto final (Olga Viñuales, 19.12.2006 ). Pese a ello, muchos lo consideran un paso adelante en la normalización de la escena.
2010
Maximum Shame, España. Dirigida por Carlos Atanes en 2010, relata el viaje de un hombre y una mujer a través de una realidad paralela donde absolutamente todo y todos están sujetos al régimen distópico de una reina frígida y despiadada que somete a sus súbditos a una constante tortura y uso de mordazas. La película, muy en la línea más bizarra de su director, recrea un universo extraño y surrealista, al borde del fin del mundo, con una marcada estética fetichista y constituye una interesante reflexión sobre el poder absoluto, el dolor y el éxtasis, tanto físico como espiritual. Fue nominada a la Mejor Película en el BUT Film Festival de Breda, Países Bajos, en septiembre de 2010.
2013
Nymphomaniac, película dramática escrita y dirigida por el director danés Lars von Trier cuenta la historia de Joe (Charlotte Gainsbourg) una mujer ninfómana que, a lo largo de su vida, pasa por diversas experiencias sexuales no convencionales. El capítulo llamado «The eastern & western Church - The silent duck» ('La Iglesia oriental y occidental - El pato mudo') del volumen II, se centra en su encuentro con K (Jamie Bell) un joven con quien descubre el sadomasoquimo tendiéndola a ella en rol sumiso.
2013
Cincuenta Sombras de Grey, adaptación de la novela del mismo nombre de la escritora británica E. L. James dirigida por la directora británica Sam Taylor-Wood. Anastasia Steele, una estudiante de literatura, acude a una entrevista con el millonario Christian Grey como un favor para su compañera de cuarto y descubre a un guapo, brillante e intimidante hombre. La inocente e ingenua Ana, que ha comenzado a desearlo a pesar de su enigmática reserva, termina desesperada por acercarse a él. Incapaz de resistirse a la belleza y al espíritu libre de Ana, Grey admite que la quiere también, pero en sus propios términos. Ana vacila cuando descubre los singulares gustos sexuales de Grey. A pesar de su éxito en negocios internacionales, su vasta riqueza y su entrañable familia, Grey está consumido por su necesidad de controlarlo todo. A medida que ambos se conocen, Ana descubre los secretos de Grey y explora sus propios deseos.